# Adżapniak
Adżapniak – jedna z dwunastu dzielnic Erywania. W 2022 zamieszkana przez ok. 110 tys. osób.